# SSE4a
SSE4a (Streaming SIMD Extensions 4a) ist eine Befehlssatzerweiterung von AMD für x86-Prozessoren. Sie ergänzt bei K10-Prozessoren den bestehenden SSE3-Befehlssatz um die vier Befehle EXTRQ, INSERTQ, MOVNTSD und MOVNTSS. Trotz des ähnlichen Namens hat SSE4a nichts mit Intels Befehlssatzerweiterung SSE4 zu tun. Die einzige Gemeinsamkeit besteht lediglich darin, dass beide auf SSE3 aufbauen.

## CPUs mit SSE4a
- AMD Phenom
- AMD Opteron
- AMD Athlon II
- AMD Phenom II
- AMD FX
- AMD A-Series
- AMD Turion II Neo
- AMD Ryzen